# ユーバージョン
ユーバージョン (YouVersion) は、 Android、iOS、およびその他の多くに公開されたオンラインおよび聖書無料アプリである。
携帯でのアプリだけではなく、パソコン上のユーバージョンのウェブサイトbible.comでも読むことができ、音声再生も可能である。2023年7月20日時点では1986言語、2997訳の聖書が利用でき、アプリが利用できる言語は日々増えている。アプリの創設者はボビー・グリューネワルト (Bobby Gruenewald、1976年7月31日 - ) で、オクラホマに本拠を置くライフチャーチ (Life.Church)の牧師でもある。
また、YouversionによればYouVersionは営利を目的とせず、YouVersionと提携する団体はアプリ製作やコンテンツを無料で提供するとしている。なかでもカトリック教会とプロテスタント教会が協力し18年かけて翻訳し、日本聖書協会から発行されている『新共同訳聖書』は日本の多くの教会のミサや礼拝で使用されている聖書であり、収録されている重要性は大きい。また『リビングバイブル』（Japanese Contemporary Bible、JCBと略されている）も日常的な言葉が使用され、はじめて聖書を読む人には理解しやすい訳で定評がある。なお主に福音派プロテスタント教会で使われている『新改訳聖書』(2017)や、2018年に日本聖書協会から刊行された『聖書協会共同訳』は2022年8月現在はユーバージョンアプリには収録されていない。

## 歴史
ユーバージョン(YouVersion)は2008年にボビー・グリューネワルトと、オクラホマ州エドモンドに拠点を置くアメリカのライフ・チャーチが、アップル社のAppストアで利用可能な200ある無料アプリの1つとして開発された。2012年以来、Hobby Lobby Stores, Inc. の創設者であるデイビッド・グリーン (David Green) がユーバージョンアプリのスポンサーを務めている。
2014年4月、ユーバージョンは聖書アプリのバージョン5をリリースした。これは、コミュニティの参加と聖書の議論のための機能を追加した。2016年4月、The Bible App がApple Watchで利用できるようになり、その日の聖句を読んだり、トレンドの聖句を表示したり、自分の聖句の画像、ブックマーク、ハイライトにジャンプする機能が含まれた。2017年4月までに、ユーバージョンは 2億6800万回以上ダウンロードされ、1074の言語で1492のバージョンの聖書がある。2017年3月、ユーバージョンはGoogle HomeデバイスでGoogleアシスタントを使用して、ユーザーが気分や感情に基づいて聖書の一節を尋ねることができるサービスを開始した。2021年11月、ユーバージョンは5億ダウンロードを達成した。

## 外部サイト
- 公式ウェブサイト
- Bible.com